# Râul Moșnișoara
Râul Moșnișoara este un curs de apă, afluent al râului Moșna.Acest râu trece prin comuna Moșna si prin zona agricolă care i-a dat numele, Moșnișoara. 